# ۷۴۹ (خورشیدی)
۷۴۹ هفتصد و چهل و نهمین سال هجری خورشیدی است.